# 红毛五加
红毛五加（学名：Eleutherococcus giraldii）为五加科五加属的植物，是中国的特有植物。分布在中国大陆的湖北、河南、四川、青海、宁夏、甘肃、陕西等地，生长于海拔1,300米至3,500米的地区，常生长在灌木丛林中。

## 变种
- 毛梗红毛五加（学名：Eleutherococcus giraldii）为五加科五加属的植物。分布于中国大陆的陕西、宁夏、湖北、四川、甘肃等地，生长于海拔2,300米至3,500米的地区，多生长在灌木丛林中。
- 毛叶红毛五加（学名：Eleutherococcus giraldii var. pilosulus）为五加科五加属毛梗红毛五加的变种。分布于中国大陆的青海、甘肃等地，生长于海拔2,400米至2,900米的地区，多生于灌丛中。